# Прахова-Плоєшті
Футбольний клуб «Прахова-Плоєшті» (рум. Fotbal Club Prahova Ploiești) — колишній румунський футбольний клуб з Плоєшті, що існував у 1909—2001 роках.
Утворений у 1909 році як «Юнайтед Плоєшті». У 1916 році перейменований на «Прахова-Плоєшті».

## Досягнення
- Ліга I
  - Чемпіон: 1911–12, 1915–16
  - Срібний призер: 1910–11

- Ліга III
  - Чемпіон: 1974–75, 1981–82
  - Срібний призер:  1979–80, 1980–81.